# East Lancs Myllennium Lolyne
L'East Lancs Myllennium Lolyne è un allestimento per un modello di autobus a due piani realizzato su telaio Dennis Trident 2 prodotto dalla East Lancashire Coachbuilders.

## Storia
Il Myllennium Lolyne ha sostituito l'East Lancs Lolyne. Il Lolyne era anche una carrozzeria East Lancs per il Dennis Trident 2, ma nel 2002 è stato effettuato un rifacimento estetico che ha portato alla aggiunta delle caratteristiche di design della serie Myllennium della East Lancs.
Per questo è stato dato il nuovo nome di Myllennium Lolyne al modello Lolyne.

## Caratteristiche
Per la struttura del Lolyne è stato utilizzato il sistema Alusuisse "System M5438" per rendere ottimale la resistenza. La vetratura è stata fatta con vetro laminato e le guarnizioni dei cristalli sono standard e sono disponibili dei vetri dalle forme arrotondate così come i finestrini ad apertura laterale.
Il riscaldamento è controllato da un termostato mentre i finestrini e le bocchette dell'aria forniscono la ventilazione. I sedili sono realizzati secondo le richieste del cliente. Il pavimento del piano inferiore è formato da compensato da 12 mm di spessore in betulla della Finlandia. Su tutti e due i piani il pavimento ha un rivestimento antiscivolo.  Sul soffitto sono montate delle lampade fluorescenti e i fari anteriori sono alogeni e di forma rotonda. Il veicolo è dotato anche di TV a circuito chiuso.
L'unità di indicazione della destinazione è, di serie, solo manuale. Le porte sono azionate da un impianto ad aria e sono realizzate in vetro rinforzato. Per il conducente è stato realizzato un semplice compartimento per rendergli più facile il lavoro.